# Porcelain (песня)
«Porcelain» (с англ. — «Фарфор») ― песня американского электронного музыканта Моби. Она была выпущена как шестой сингл с его пятого студийного альбома Play 12 июня 2000 года. Текст песни описывает разрыв отношений и был написан Моби, который также исполняет вокал на треке, основываясь на своих собственных размышлениях о прошлых романтических отношениях. Песня включает в себя перевернутые струнные сэмплы и фортепианные ритмы. Хотя, Моби поначалу выражал презрение к песне и ее постановке, в конце концов его уговорили включить ее в альбом.
Песня была хорошо принята музыкальными критиками, которые высоко оценили ее аранжировку и назвали ее выдающимся треком на альбоме. Она стала одним из самых успешных синглов с альбома после его выхода, войдя в пятерку лучших хитов в Великобритании и сумев высоко подняться в чартах нескольких других стран.

## История
Песня была написана и спродюсирована Моби для его пятого студийного альбома Play (1999) и записана в его манхэттенской квартире. Он нашел вдохновение для написания песни в своем личном опыте. В интервью журналу Billboard, он рассказал: 
Я был связан с одной замечательной женщиной и очень любил ее. Но в глубине души я понимал, что нам не следует вступать в романтические отношения. Таким образом, в песне идет речь о влюбленности в человека, с которым ты не можешь быть вместе.
 Моби не нравился этот трек, он называл его слишком мягким, а вокал слабым. Он решил оставить его без внимания и позже вспоминал, что не мог себе представить, чтобы кто-то еще захотел его слушать. Тем не менее, в конце концов менеджер уговорил его включить песню в альбом.

## Критика
Песня получила в целом положительные отзывы музыкальных критиков. Редактор из газеты Birmingham Evening Mail написал, что ее «размашистая мелодия и атмосферный вокал» создают «отличительный звуковой ландшафт». Дэвид Браун из журнала Entertainment Weekly назвал песню великолепной. Джим Дергатис из Chicago Sun-Times охарактеризовал песни «Honey» и «Porcelain» как «эмоциональные и захватывающие». Компания Playlouder назвала песню двадцать шестым лучшим синглом 2000 года, назвав ее самым вдохновляющим и небесным треком альбома. Песня заняла 56-е место в опросе критиков The Village Voice «Лучшие синглы 2000 года». В 2003 году журнал Q поместил «Porcelain» на 253-е место в своем списке «1001 лучшая песня всех времен».

## Коммерческий успех
Песня была выпущена 12 июня 2000 года. Она была лицензирована для использования в нескольких рекламных роликах, телевизионных программах и фильмах. Английский кинорежиссер Дэнни Бойл выбрал песню для своего фильма «Пляж». Кроме того, она была использована в рекламных роликах Volkswagen Polo, Bosch и France Télécom. Песня стала одним из самых успешных синглов на альбоме и визитной карточкой Моби. Она дебютировала на 5-м месте в UK Singles Chart и провела в нем в общей сложности шесть недель. Сингл вошел в 30-ку лучших хитов Ирландии, где достиг 26-го места.
Сингл также успел побывать в чартах ряда других европейских стран, включая Францию, Германию, Нидерланды и Швейцарию. В Северной Америке он достиг пика на 50-м месте в канадском чарте RPM singles chart и вошел в американский чарт Billboard Adult Alternative Songs, Adult Pop Songs, Alternative Songs, Dance Club Songs и Hot Dance Singles Sales. Лиана Джонас из AllMusic написала, что коммерческий успех песни помог привлечь внимание к электронной музыке, назвав ее новаторской.

## Музыкальное видео
Для песни были сняты два отдельных музыкальных клипа. Первая версия, снятая режиссером Йонасом Окерлундом, представляет собой крупный план человеческого глаза. Различные изображения отражаются в нем на протяжении всего видео.
Второе видео, снятое режиссером Ником Брандтом, показывает Моби в беспилотном Cadillac Deville 1972 года, когда он пересекает город и сельскую местность в замедленной съемке.

## Трек-лист
| - CD single (CDMUTE252) 1. "Porcelain" (single version) – 3:32 2. "Flying Over the Dateline" – 4:48 3. "Summer" – 5:55 - CD single – remixes (LCDMUTE252) 1. "Porcelain" (Clubbed to Death Variation by Rob Dougan) – 6:36 2. "Porcelain" (Futureshock Instrumental) – 8:36 3. "Porcelain" (Torsten Stenzel's Edited Remix) – 4:50 - 12-inch single – remixes (L12MUTE252) 1. "Porcelain" (Futureshock Instrumental) – 8:36 2. "Porcelain" (Futureshock Beats) – 3:54 3. "Porcelain" (Clubbed to Death Variation by Rob Dougan) – 6:36 | - Cassette single (CMUTE252) 1. "Porcelain" (single version) – 3:32 2. "Porcelain" (Torsten Stenzel's Vocaldubmix) – 8:22 3. "Summer" – 5:55 - 12-inch single (63881-27650-1) 1. "Porcelain" (Clubbed to Death Variation by Rob Dougan) – 6:36 2. "Porcelain" (album version) – 4:01 3. "Porcelain" (Futureshock Remix) – 8:36 4. "Porcelain" (Futureshock Beats) – 3:54 - Digital single – remixes 1. "Porcelain" (Above & Beyond Remix) – 6:41 2. "Porcelain" (Arty Remix) – 3:31 |

## Чарты и сертификации
| Чарт (2000–2001)                           | Высшая позиция |
| ------------------------------------------ | -------------- |
| Австралия (ARIA) · with "Honey"            | 56             |
| Бельгия/Фландрия (Ultratip Bubbling Under) | 4              |
| Бельгия/Валлония (Ultratip Bubbling Under) | 2              |
| Бельгия/Фландрия (Ultratop Dance)          | 22             |
| Канада (RPM Top Singles)                   | 50             |
| Канада (RPM Adult Contemporary)            | 46             |
| Europe (Eurochart Hot 100)                 | 24             |
| Франция (SNEP)                             | 99             |
| Германия (GfK)                             | 63             |
| Iceland (Íslenski Listinn Topp 40)         | 14             |
| Ирландия (IRMA)                            | 26             |
| Ireland Dance (IRMA)                       | 7              |
| Италия (FIMI)                              | 30             |
| Нидерланды (Dutch Top 40)                  | 30             |
| Нидерланды (Single Top 100)                | 68             |
| Новая Зеландия (Recorded Music NZ)         | 17             |
| Шотландия (OCC Scotland)                   | 6              |
| Швейцария (Schweizer Hitparade)            | 79             |
| Великобритания (OCC UK Singles)            | 5              |
| Великобритания (OCC UK Indie)              | 2              |
| США (Billboard Adult Alternative Songs)    | 11             |
| США (Billboard Adult Pop Airplay)          | 24             |
| США (Billboard Alternative Airplay)        | 18             |
| США (Billboard Dance Club Songs)           | 14             |
| US Hot Dance Singles Sales (Billboard)     | 38             |

| Регион                                                                      | Сертификация | Продажи |
| --------------------------------------------------------------------------- | ------------ | ------- |
| Италия (FIMI)                                                               | Золотой      | 25 000  |
| Великобритания (BPI)                                                        | Золотой      | 400 000 |
| Данные о продажах + прослушиваниях приведены только на основе сертификации. |              |         |